# Aulisua
 (août 2023).
Aulisua est un dieu maure de la fertilité, protecteur des récoltes et honoré en Tingitane et dans l’ouest de la Césarienne durant l'époque romaine. En effet, il était honoré à la fois à Volubilis, Aïn Khial et Pomaria où dans les trois cas, il est qualifié de Sanctus mais aussi dans l'une d'entre elles d’Invictus par des officiers militaires. De même, sur une stèle en marbre blanc de Volubilis, il est qualifié d’Aug(usto).  Il ne s’agit donc pas d’une simple divinité locale mais d’une importante divinité maure. 
L’un des autel le mieux conservé et découvert en dehors de Volubilis sur son domaine rural porte sur l’une de ses faces, la dédicace d’un cordonnier (sutor) affranchi nommé Valerius Victor en l’honneur d’Aulisua représenté sous les traits de Consus-Hercule. Ainsi Aulisua pourrait être un Hercule indigène.   
En Césarienne, il est attesté par trois inscriptions du IIIe siècle ap. J.-C. dont deux proviennent de Pomaria (Actuelle Tlemcen). Aulisua était aussi honoré par des fidèles occupant des fonctions officielles comme les exploratores Pomarienses. Il s’agit d’officiers qui procédaient à des opérations de reconnaissance et de surveillance le long du limes.

## Étymologie
Le nom de cette divinité est d’origine libyque et pourrait s’apparenté au verbe « AWH » en tamahaq qui signifie « avoir l’œil sur..., surveiller... et se dit d’un chef qui veille sur son pays pour le préserver de tout mal »mais aussi la racine berbère « AWL » qui prend aussi ici le sens de « veiller sur ».

## Représentation et attributs
L'un des bas-relief de l'autel découvert à Volubilis représente Aulisua se tenant sur un socle vêtu d'une tunique courte, léonté, le sexe apparent en tenant une massue dans la main gauche et deux possible épis dans la main droite. Ainsi ses attributs le relie à Consus, Hercule mais aussi Saturne dont le culte n'est par ailleurs pas attesté dans cette partie de l'Afrique. 

## Culte
Sur une stèle de Volubilis, la victime offerte est un bélier représenté devant un autel portant l’inscription Aulis(uae) Aug(usto) sacru(m). Ses caractéristiques cultuelles rappellent aussi celles du Saturne africain/Baal Hammon. Ainsi peut s’expliquer la rareté si non pas l’absence de témoignages du culte de Saturne en Tingitane remplacé par une divinité locale en l’occurrence ici Aulisua. Cependant il présente des caractéristiques propres qu’on ne retrouve pas chez Saturne comme la présence d’épis comme attribut et une certaine diversité sociale de ses adorateurs (Saturne n’étant pas vénéré par des militaires). 
En plus de ces liens avec Saturne et Hercule, Aulisua présente aussi de nombreuses affinités avec Consus. En effet, l’une des inscriptions est datée du douzième jour des calendes de septembre (21 août), ce qui correspond aux Consualia, les fêtes en l’honneur de Consus, divinité agraire. D'autant plus que sur le bas-relief de l'autel est aussi représenté un cheval dont des courses étaient organisé durant les Consualia. Cette association est par ailleurs aussi renforcée par la présence des épis et du sexe apparent qui conviennent bien à une divinité agraire. Il semble donc qu’Aulisua ait fait l’objet d’une interpretatio romana même si son nom indigène fut préservé. Il s’agit d’après Néjet Brahmi d'un syncrétisme d’assimilation.